# Usk (Washington)
Usk az Amerikai Egyesült Államok északnyugati részén, Washington állam Pend Oreille megyéjében elhelyezkedő önkormányzat nélküli település. A helységen nem végeznek népszámlálást.
Usk postahivatala ma is működik. A település nevét a walesi Usk folyóról kapta.

## Fordítás
Ez a szócikk részben vagy egészben  az   Usk, Washington című angol Wikipédia-szócikk ezen változatának fordításán alapul.  Az eredeti cikk szerkesztőit annak laptörténete sorolja fel. Ez a jelzés csupán a megfogalmazás eredetét és a szerzői jogokat jelzi, nem szolgál a cikkben szereplő információk forrásmegjelöléseként.